# 鏊头矶
鏊头矶，位于山东省聊城市临清市吉市口街，是中华人民共和国山东省文物保护单位之一。
1992年6月12日，授予山东省文物保护单位，是一座古建筑及历史纪念建筑。